# Caloplaca magnussoniana
Caloplaca magnussoniana је врста лишајева из породице Teloschistaceae. Пронађен у Аустралији, описана је као нова у науци 2011. године специфични епитет magnussoniana одаје почаст шведском лихенологу А.Х Магнусону.